# Идштайн
Идштайн (в русской литературе по истории Германии принято написание Идштейн; нем. Idstein) — город в Германии, в земле Гессен. Подчинён административному округу Дармштадт. Входит в состав района Райнгау-Таунус.  Население составляет 23 252 человека (на 31 декабря 2010 года). Занимает площадь 79,6 км². Официальный код — 06 4 39 008.

## Достопримечательности
- Замок Идштайн — средневековая крепость, затем замково-дворцовый комплекс, а ныне здание гимназии.

## Фотографии

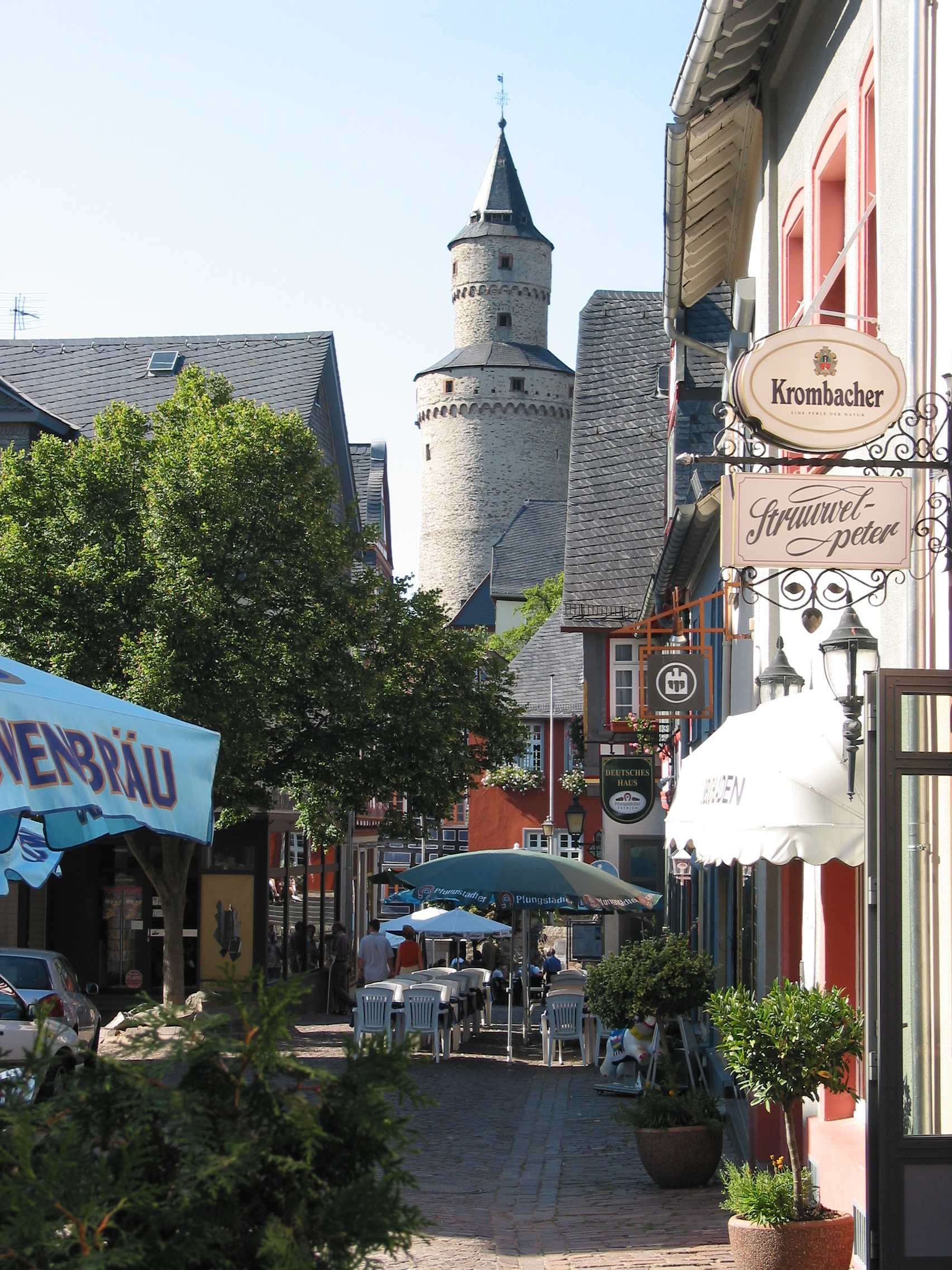
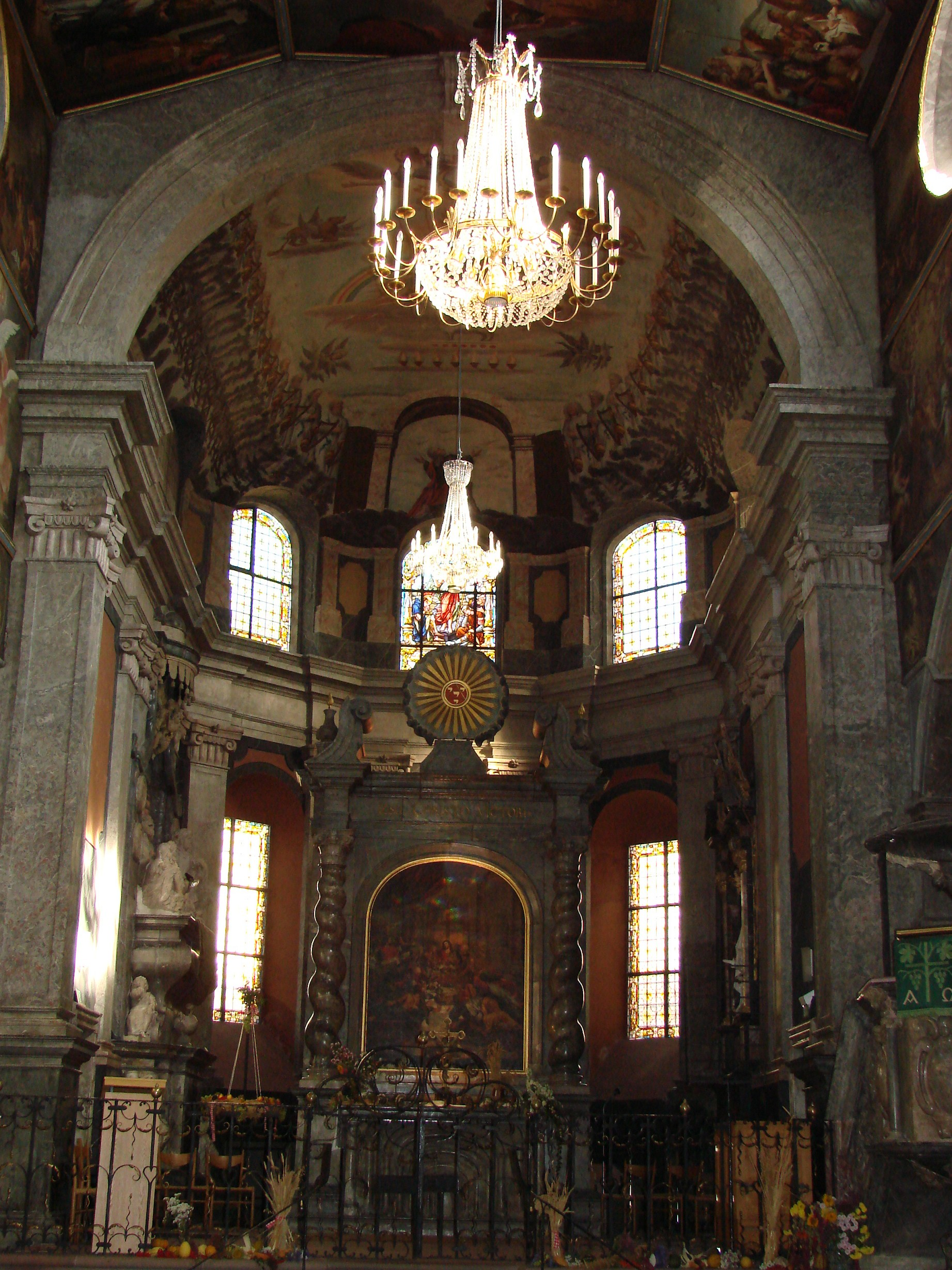
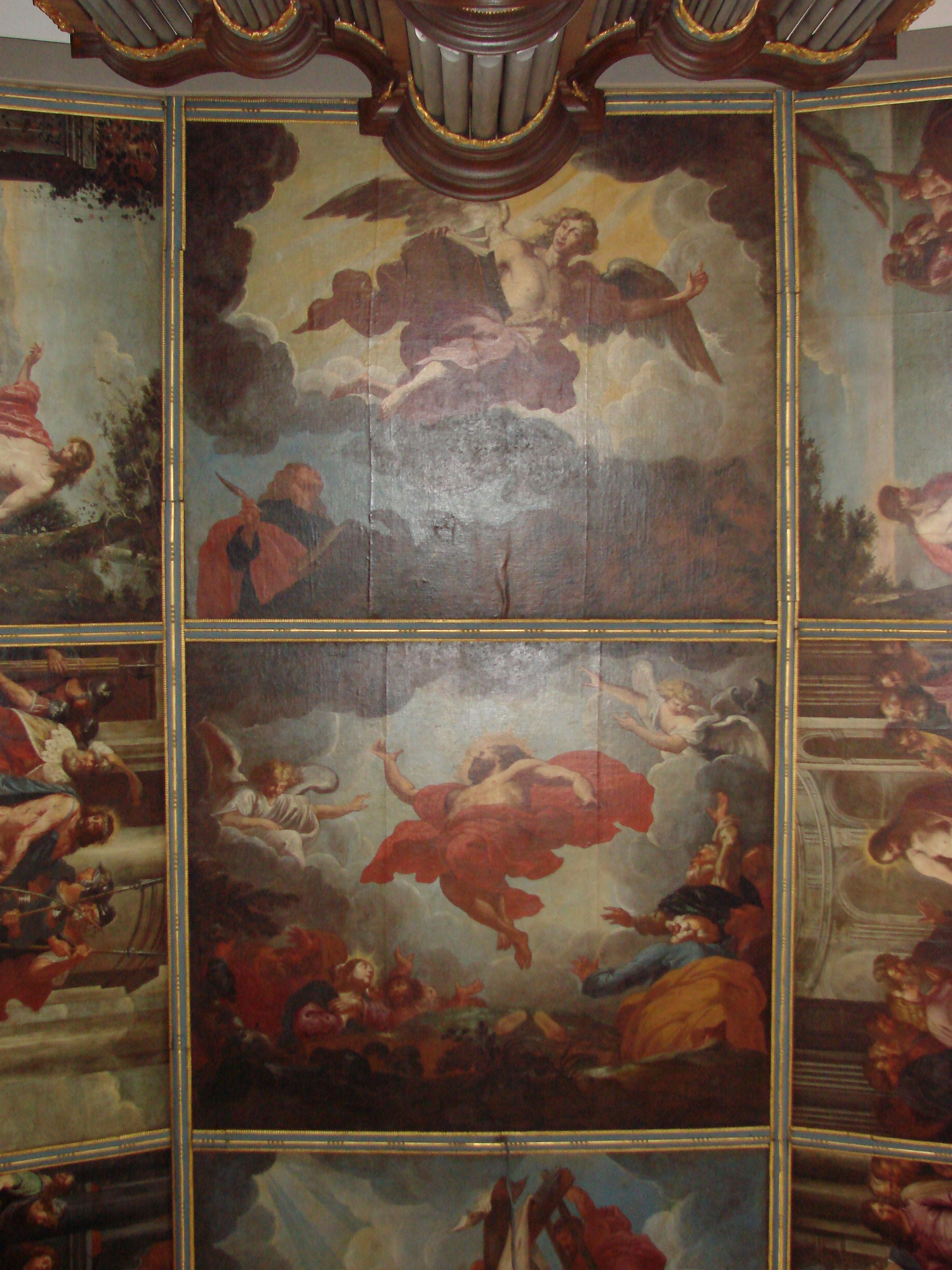
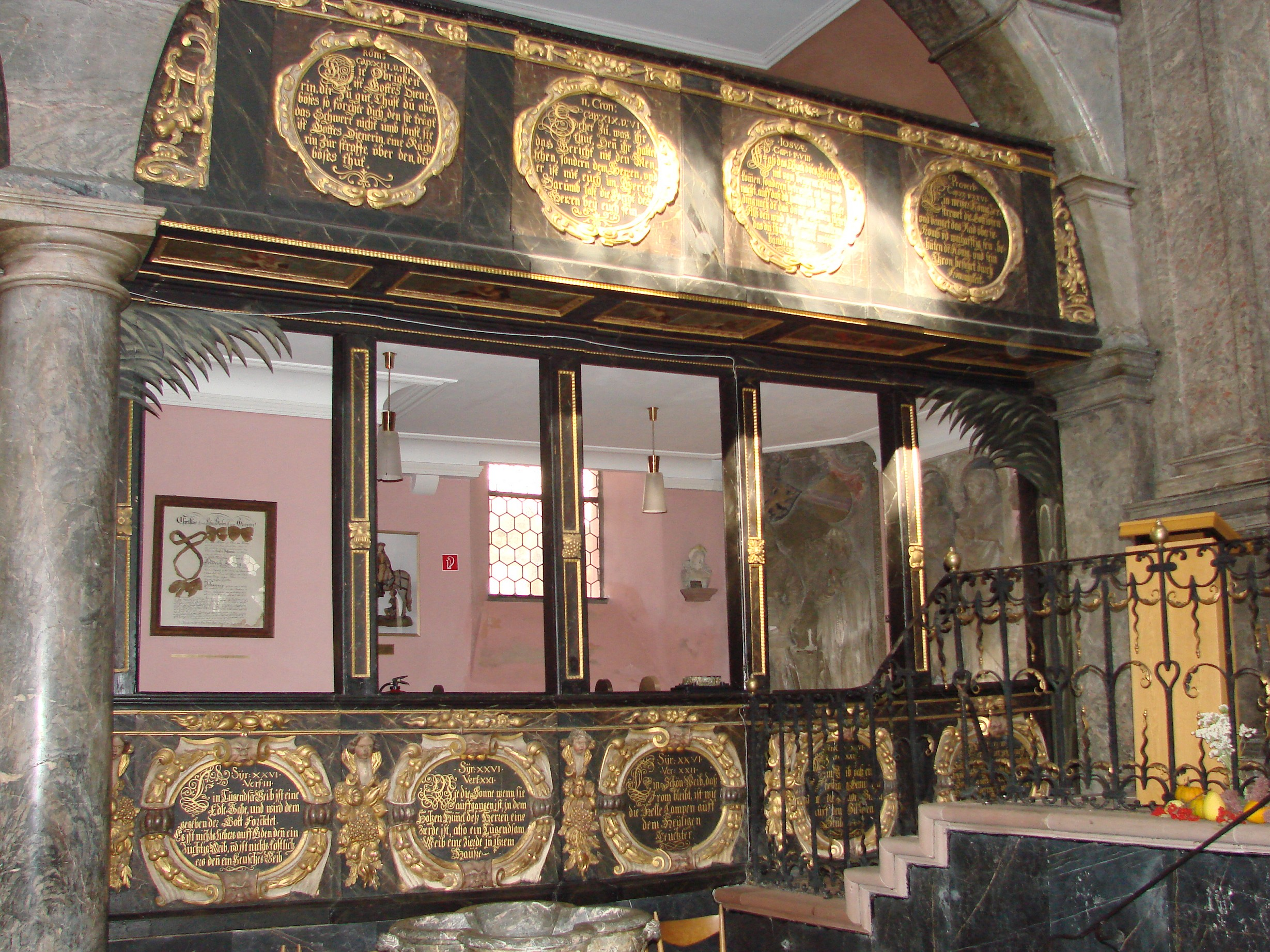
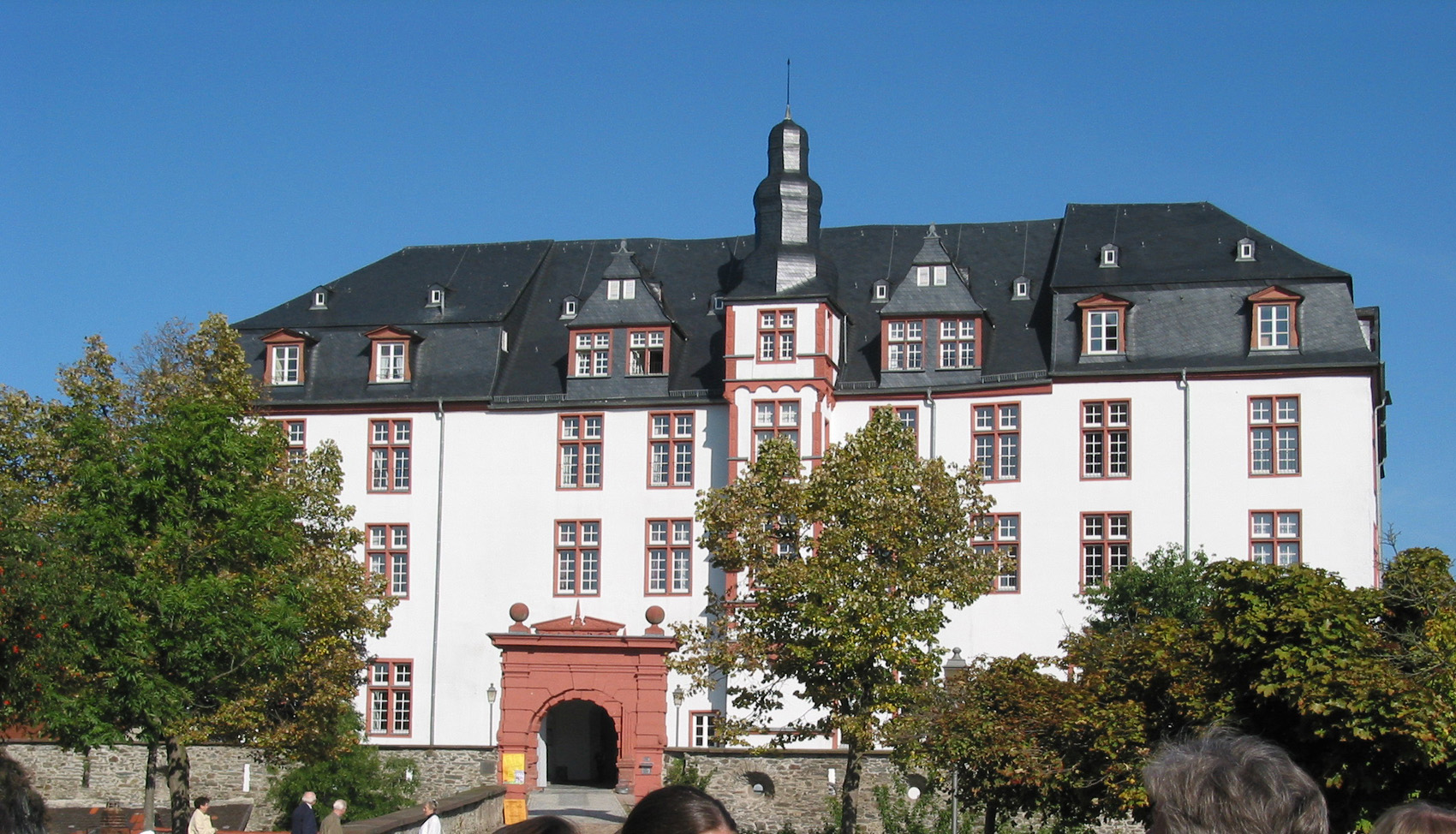
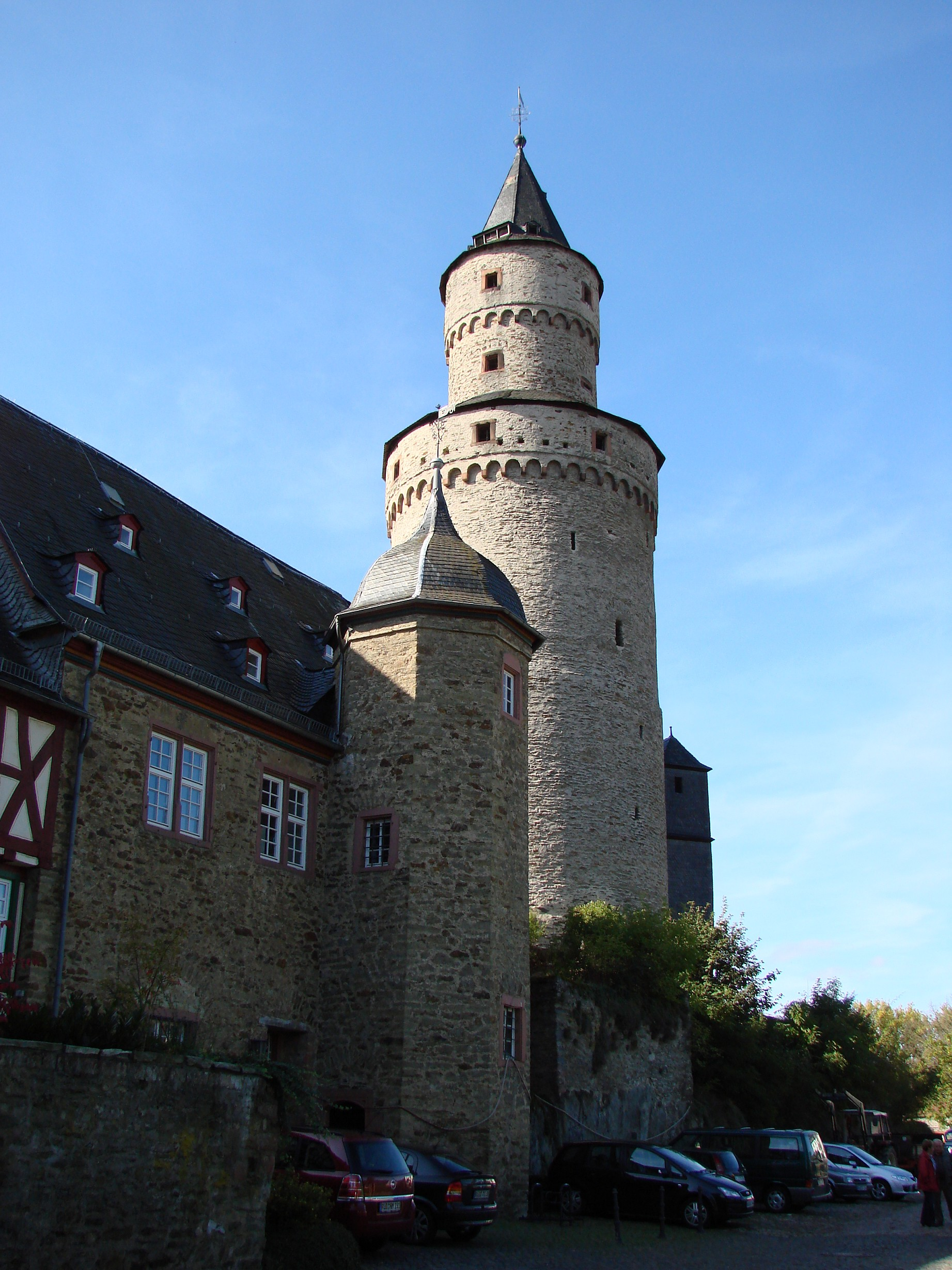
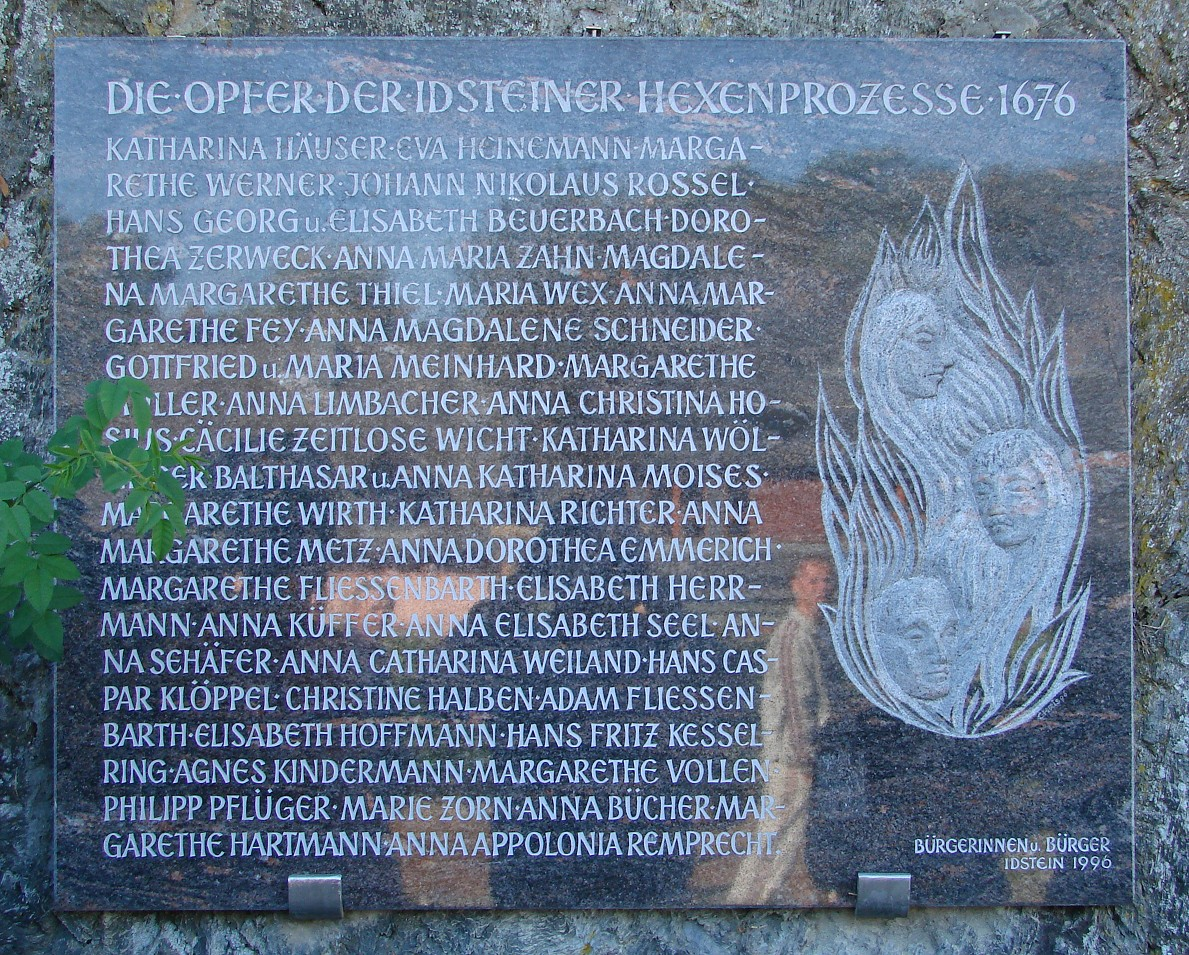
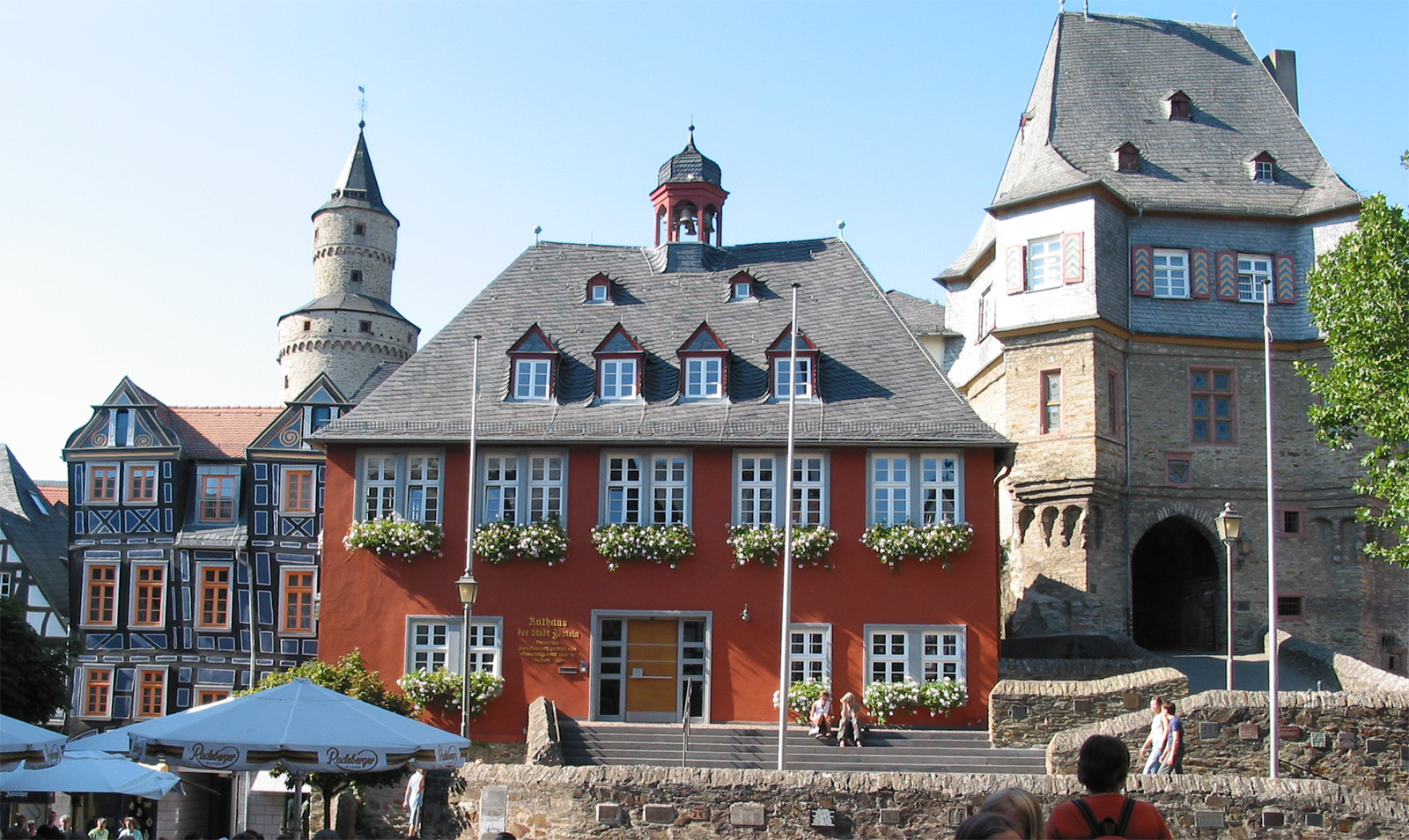